# Sordaria brevicollis
Sordaria brevicollis är en svampart som beskrevs av Lindsay Shepherd Olive & Fantini 1961. Sordaria brevicollis ingår i släktet Sordaria och familjen Sordariaceae.   Inga underarter finns listade i Catalogue of Life.